# Gare de Gournay - Ferrières
Gare de Gournay - Ferrières vasútállomás Franciaországban, Ferrières-en-Bray településen.

## Vasútvonalak
Az állomást az alábbi vasútvonalak érintik:
- Saint-Denis–Dieppe-vasútvonal

## Kapcsolódó állomások
A vasútállomáshoz az alábbi állomások vannak a legközelebb:
- Gare de Serqueux
- Gare de Sérifontaine